# Oreonetides shimizui
Oreonetides shimizui là một loài nhện trong họ Linyphiidae.
Loài này thuộc chi Oreonetides. Oreonetides shimizui được Takeo Yaginuma miêu tả năm 1972.